# 側帳塔截角六邊形鑲嵌
在幾何學中，側帳塔截角六邊形鑲嵌（英語：Augmented truncated hexagonal tiling）又稱部分收縮小斜方截半六邊形鑲嵌（英語：partially contracted rhombitrihexagonal tiling）
是歐幾里德平面上截角六邊形鑲嵌的一種變形，是種平面鑲嵌，屬於複合正多邊形密鋪的一種，其為Krötenheerdt提出的較有系統的不均勻半正鑲嵌圖之一。
側帳塔截角六邊形鑲嵌是指將截角六邊形鑲嵌每個十二邊形面疊上一個正六角帳塔，由於正六角帳塔本身就是平的，因此該圖形仍是一個平面鑲嵌圖。側帳塔一詞來自於詹森多面體，類似操作的幾何體還有側帳塔截角四面體、側帳塔截角立方體等，但是他們都只有加入一個帳塔，因此該鑲嵌又稱為無限側帳塔截角六邊形鑲嵌。
側帳塔截角六邊形鑲嵌描述的是兩種幾何圖形，它們差別在於側帳塔加入的角度，也可以視為以正六角帳塔為重複單元，以三角形邊或正方形變作鏡射中心的兩種結果。
| 以正方形對稱 | 以三角形對稱 |
|              |              |

## 對偶鑲嵌
| 以正方形對稱 | 以三角形對稱 |
|              |              |

## 圓堆砌
側帳塔截角六邊形鑲嵌可以進行圓堆砌。

## 外部連結
- 埃里克·韦斯坦因. . MathWorld.